# یوشیمی یوشی‌آکی
یوشیمی یوشی‌آکی (انگلیسی: Yoshiaki Yoshimi؛ زادهٔ ۱ ژانویهٔ ۱۹۴۶) تاریخ‌نگار و استاد دانشگاه چوئو اهل کشور ژاپن است. وی یکی از اعضای بنیان‌گذار مرکز تحقیقات و مستندات مسئولیت جنگ ژاپن است.